# Wintersportverein Schladming
Der Wintersportverein Schladming (kurz WSV Schladming) wurde am 29. November 1908 in Schladming gegründet und zählt zu den ältesten Sportvereinen der Steiermark. Er ist unterteilt in die Sektionen Alpin, Nordisch, Shortcarving, Snowboard, Stockschießen und Mountainbike. Im Mai 2009 hatte der Verein exakt 1731 Mitglieder.

## Geschichte
Das erste Skirennen des WSV wurde am 13. Februar 1910 von der Austriahütte zum Bahnhof Schladming ausgetragen, vier Jahre später fand der erste Langlaufwettbewerb statt. In den Jahren 1948, 1950 und 1953 wurden in Schladming die Österreichischen Akademischen Skimeisterschaften abgehalten und von 1949 bis 1964 fand regelmäßig das Dachstein-Pokalspringen statt.
Nach Fertigstellung der FIS-Abfahrt auf der Planai im Jahre 1966 wurde Schladming ab den 1970er-Jahren zu einem bekannten Austragungsort internationaler Skirennen. Im Dezember 1971 fanden die ersten Europacuprennen statt und zwei Jahre später wurden erstmals Weltcuprennen auf der Planai durchgeführt. Erster Höhepunkt war die Austragung der Alpinen Skiweltmeisterschaften 1982 gemeinsam mit dem benachbarten Haus im Ennstal. 1993 fanden Wettbewerbe der Special Olympics in Schladming statt und 1997 war der Ort Schauplatz der Alpinen Ski-Juniorenweltmeisterschaften. Seit 1997 findet alljährlich ein Nachtslalom auf der Planai statt, der mit bis zu 50.000 Zusehern zu den bestbesuchten im Skiweltcup zählt, und seit 2004 macht auch der Mountainbike-Weltcup in Schladming Station. Im Februar 2013 war Schladming zum zweiten Mal Austragungsort der Alpinen Skiweltmeisterschaften.
Der WSV Schladming war auch oftmals mit der Durchführung nationaler Meisterschaften betraut. So fanden 1970, 1978, 1987 und 1994 die Österreichischen Alpinen Skimeisterschaften in Schladming statt. Auch Österreichische Meisterschaften im Skibob, im Firngleiten und im Versehrten-Skilauf wurden abgehalten.

## Sportler
Zu den bekanntesten und erfolgreichsten Sportlern des WSV Schladming gehören:
- Ski Alpin:
  - Bernhard Knauß (* 1965), sechsfacher Profi-Weltmeister auf der U.S. Pro-Ski Tour
  - Hans Knauß (* 1971), Olympiasilber im Super-G 1998, WM-Silber im Riesenslalom 2003, WM-Bronze im Super-G 1999, 7 Weltcupsiege
  - Christiane Mitterwallner (* 1974), 1 Weltcupsieg
  - Michael Tritscher (* 1965), Olympiabronze im Slalom 1992, 3 Weltcupsiege
  - Reinhard Tritscher (1946–2018), 4 Weltcupsiege
  - Sepp Walcher (1954–1984), Weltmeister in der Abfahrt 1978, 5 Weltcupsiege

- Snowboard:
  - Werner Ebenbauer (* 1973), WM-Bronze im Parallelslalom 1999, 1 Weltcupsieg
  - Manuel Veith (* 1985), 1 Weltcupsieg

- Weitere:
  - Charly Kahr (1932–2024), Cheftrainer des alpinen Herrenteams im ÖSV von 1976 bis 1985
  - Andreas Ringhofer (* 1970), Skibergsteiger, Skilangläufer, Radsportler, Bergläufer und Marathonläufer.